# Borough di Bristol Bay
Il borough di Bristol Bay, in inglese Bristol Bay Borough, è un borough dello stato dell'Alaska, negli Stati Uniti. La popolazione al censimento del 2000 era di 1.258 abitanti. Il capoluogo è Naknek.

## Geografia fisica
Il borough si trova nella parte sud-occidentale dello stato. Lo United States Census Bureau certifica che la sua estensione è di 2.300 km², di cui 992 km² coperti da acque interne.
La contea ospita parte del parco nazionale e riserva di Katmai.

### Suddivisioni confinanti
- Borough di Lake and Peninsula - est/nord/sud
- Census Area di Dillingham - ovest

## Centri abitati
Nel borough di Bristol Bay non vi sono comuni ma solo 3 census-designated place. Uno di questi è il capoluogo Naknek, un altro, King Salmon, è il capoluogo del confinante Borough di Lake and Peninsula.

### Census-designated place
- King Salmon
- Naknek
- South Naknek